# Hansastraße 1 (Mönchengladbach)

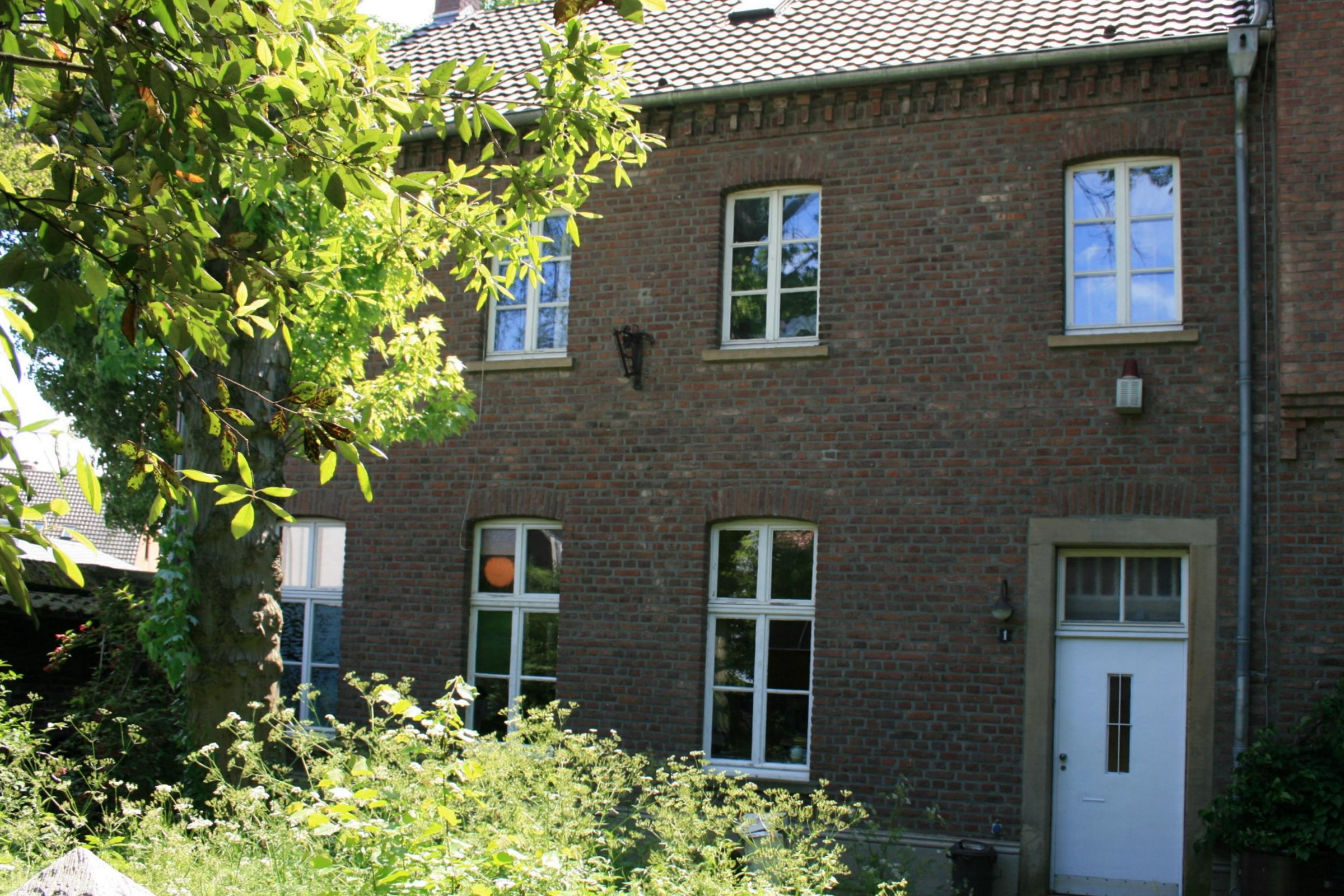
Wohn- und Atelierhaus (2011)

Das Wohn-/Atelierhaus Hansastraße 1 steht im Stadtteil Bettrath-Hoven in Mönchengladbach (Nordrhein-Westfalen).
Das Gebäude wurde 1867 als Erweiterungsbau einer Schule an die bestehenden Schulgebäude angebaut. Es wurde unter Nr. H 047 am 30. August 1988 in die Denkmalliste der Stadt Mönchengladbach eingetragen.

## Architektur
Bei dem ehemaligen Schulgebäude handelt es sich um einen dreiteiligen Backsteinbau in traufseitiger Stellung, der in drei Bauphasen errichtet wurde. Ältester Gebäudeabschnitt ist der 1836 bzw. 1879 errichtete und aufgestockte Mitteltrakt (Hansastraße 3), an dem 1858 ein zweigeschossiges Gebäude (Hansastraße 5) angebaut wurde. Der dritte Erweiterungsbau (Hansastraße 1) folgte 1867 links neben dem Hauptgebäude.
Zeitgemäßer Erweiterungsbau eines ländlichen Volksschulbaus in für die Entstehungszeit charakteristischer schlichter Gestaltung, in dem sich ein Teilaspekt der Ortsgeschichte materialisiert. Eine Unterschutzstellung liegt daher im öffentlichen Interesse.